# L'Amant de lady Chatterley (film, 1981)
Pour les articles homonymes, voir Lady Chatterley.
Pour plus de détails, voir Fiche technique et Distribution.
L'Amant de lady Chatterley (Lady Chatterley's Lover) est un film germano-britannico-franco-canadien, réalisé par Just Jaeckin, sorti en 1981.
Il s'agit d'une adaptation du roman L'Amant de lady Chatterley de D.H. Lawrence.

## Synopsis
Le réalisateur d'Emmanuelle s'essaye à l'adaptation filmique du roman de D. H. Lawrence qui, paru en 1928, fut censuré jusqu'à la fin des années 1960 en Angleterre. La version de Jaeckin se déroule dans une Angleterre des années 1960 marquée par la libération sexuelle des années hippies.

## Fiche technique
Sauf indication contraire, les informations mentionnées dans cette section peuvent être confirmées par la base de données cinématographiques IMDb,  présente dans la section « Liens externes ».
- Titre original : Lady Chatterley's Lover
- Titre français et québécois : L'Amant de lady Chatterley
- Titre allemand : Lady Chatterley's Liebhaber
- Réalisation : Just Jaeckin
- Scénario : Just Jaeckin, Marc Behm et Christopher Wicking, d'après le roman éponyme de D.H. Lawrence
- Musique : Richard Harvey et Stanley Myers
- Décors : Anton Furst
- Costumes : Shirley Russell
- Photographie : Robert Fraisse
- Son : Anthony Jackson, Teddy Mason, Mike Bassett
- Montage : Eunice Mountjoy
- Production : André Djaoui et Christopher Pearce
  - Production déléguée : Yoram Globus et Menahem Golan
- Sociétés de production[2] :
  - Allemagne : Cine Artist Film GmbH
  - Royaume-Uni : London-Cannon Films
  - France : Producteurs Associés
  - Canada : Cine-Source
- Sociétés de distribution[3],[2] : SN Prodis (France) ; Columbia-EMI-Warner (Royaume-Uni) ; Citadel Films (Canada)
- Budget : n/a
- Pays de production :  Allemagne de l'Ouest,  Royaume-Uni,  France,  Canada
- Format : Couleurs - 1,85:1 - Mono
- Genre : drame, érotique, romance
- Durée : 104 minutes
- Dates de sortie[4] :
  - France : 29 juin 1981
  - Royaume-Uni : décembre 1981
  - Allemagne de l'Ouest : 21 janvier 1982
- Classification[5] :
  - France : interdit aux moins de 16 ans lors de sa sortie en salle[6]
  - France : interdit aux moins de 12 ans (visa d'exploitation no 53894 délivré le 4 août 1981)[7]
  - Allemagne de l'Ouest : n/a
  - Royaume-Uni : interdit aux moins de 18 ans (18 - Suitable only for adults)[8]
  - Québec : 16 ans et plus (16+ / 16 years and over)

## Distribution
- Sylvia Kristel (voix doublée par Brigitte Morisan) : Lady Constance Chatterley
- Shane Briant : Sir Clifford Chatterley
- Nicholas Clay : Oliver Mellors
- Ann Mitchell : Ivy Bolton
- Elizabeth Spriggs : Lady Eva
- Pascale Rivault : Hilda
- Peter Bennett : Field
- Anthony Head : Anton
- Bessie Love : Flora

## Accueil
1 134 750 personnes ont visité les salles, ce qui en fait le quatrième film le plus fréquenté de Jaeckin.

## Autour du film
- Le personnage d'Oliver Mellors devait à l'origine être joué par Ian McShane, qui était l'ancien petit ami de la star principale, Sylvia Kristel. McShane a quitté le film lorsque sa femme s'est opposée à ce qu'il participe à des scènes de sexe avec son ex-petite amie.
- Le quatrième film le plus réussi de Just Jaeckin.